# Ґлорія Ґейнор
Ґлорія Ґейнор (англ. Gloria Gaynor; нар. 7 вересня 1943, Ньюарк, Нью-Джерсі, США) — американська співачка, акторка та композиторка в стилі диско і ритм-енд-блюз. Авторка хітів «I Will Survive», «Never Can Say Goodbye» та «I Am What I Am», які стали феміністичними та гей-гімнами. Автобіографка.

## Життєпис
Ґлорія Ґейнор народилася в Ньюарку, штат Нью-Джерсі. У 1960-х почала виступати з гуртом Soul Satisfiers, а 1965 року вийшов її перший сольний сингл «She'll Be Sorry / Let Me Go Baby».
Перший великий успіх здобула 1975 року з виходом диско-альбому Never Can Say Goodbye, який став дуже популярним. На хвилі його успіху незабаром Ґейнор випустила другий альбом Experience Gloria Gaynor. Найбільшого успіху досяг 1978 року альбом Love Tracks з синглом «I Will Survive». Пісня, що стала гімном жіночої емансипації, відразу ж посіла перше місце в Billboard Hot 100, а 1980 року здобула премію «Ґреммі» як «Найкраща диско-композиція».
На початку 1980-х Ґейнор випустила ще два альбоми, які були проігноровані в США через бойкот стилю диско. 
1982 року Ґейнор прийняла християнство й у зв'язку із цим заявила, що її життя в період виконання диско було грішним. 1983 року вийшов її альбом Gloria Gaynor, в якому вона повністю відкидала диско і більшість композицій були записані в стилі R&B. Навіть пісня «I Will Survive» була частково переписана і набула релігійного характеру. Останнім, успішнішим, став альбом I Am Gloria Gaynor 1984 року, пісня з якого, «I Am What I Am», зробила Ґейнор гей-іконою. Надалі, з виходом інших альбомів, трапилася низка невдач і комерційних провалів.
У середині 1990-х Ґлорія Ґейнор почала відроджувати свою кар'єру. Вона почала з'являтися на телебаченні в різних серіалах і шоу, включаючи «Еллі Макбіл» і «Шоу 70-х». 1997 року була опублікована її автобіографія I Will Survive, яка містила її релігійні переконання і жаль про минуле життя в епоху диско. 2002 року, після 20-річної перерви, Ґейнор записала альбом I Wish You Love, який був добре сприйнятий публікою.

## Дискографія

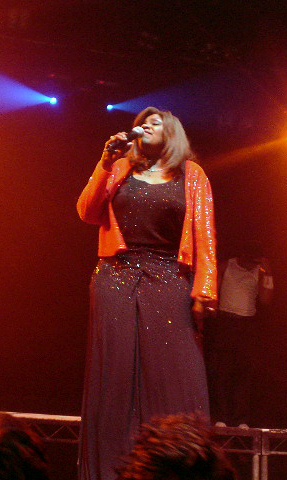
Ґлорія Ґейнор на концерті 2003 року

### Альбоми (збірники)
- Never Can Say Goodbye (1975)
- Experience Gloria Gaynor (1976)
- I’ve Got You (1976)
- Glorious (1977)
- Park Avenue Sound (1978)
- Love Tracks (1978)
- I Have a Right (1979)
- Stories (1980)
- I Kinda Like Me (1981)
- Gloria Gaynor (1982)
- I Am Gloria Gaynor (1983)
- The Power of Gloria Gaynor (1986)
- Gloria Gaynor ’90 (1990)
- Love Affair (1992)
- I’ll Be There (1995)
- The Answer (1997)
- I Wish You Love (2002)
- Live! At John J. Burns Town Park (2005)
- Christmas Presence (2007)
- We Will Survive (2013)

### Збірники
- The Best of Gloria Gaynor (1977)
- Greatest Hits (1982)
- Reach Out (1994)
- I’ll Be There (1995)
- The Collection (1996)
- I Will Survive: The Anthology (1998)
- The Gloria Gaynor Album (1998)
- 20th Century Masters: The Millennium Collection: The Best of Gloria Gaynor (2000)
- Ten Best: The Millennium Versions (2001)
- I Will Survive (2002)
- All the Hits Remixed (2006)

### Сингли
| 1974                               | «Honey Bee»                       | —   | 55 | —  | —  | —  |
| 1974                               | «Never Can Say Goodbye»           | 9   | 34 | 1  | —  | 2  |
| 1975                               | «Reach Out I’ll Be There»         | 60  | —  | —  | —  | 14 |
| 1975                               | «Real Good People»                | —   | —  | 6  | —  | —  |
| 1975                               | «Walk On By»                      | 98  | —  | 8  | —  | —  |
| 1975                               | «All I Need Is Your Sweet Lovin’» | —   | —  | —  | —  | 44 |
| 1975                               | «Casanova Brown»                  | —   | —  | 1  | —  | —  |
| 1975                               | «(If You Want It) Do It Yourself» | 98  | 24 | —  | —  | —  |
| 1975                               | «How High the Moon»               | 75  | 73 | —  | —  | 33 |
| 1976                               | «Let’s Make a Deal»               | —   | 95 | —  | —  | —  |
| 1978                               | «I Will Survive»                  | 1   | 4  | 1  | —  | 1  |
| 1978                               | «Substitute»                      | 107 | 78 | —  | —  | —  |
| 1979                               | «Anybody Wanna Party»             | 105 | 16 | —  | —  | —  |
| 1979                               | «Let Me Know (I Have a Right)»    | 42  | —  | —  | —  | 32 |
| 1980                               | «Tonight»                         | —   | —  | —  | —  | —  |
| 1981                               | «Let’s Mend What’s Been Broken»   | —   | 76 | —  | —  | —  |
| 1983                               | «I Am What I Am»                  | —   | 82 | —  | —  | 13 |
| 1984                               | «Strive»                          | —   | —  | —  | —  | —  |
| 1985                               | «My Love Is Music»                | —   | —  | —  | —  | —  |
| 1986                               | «Don’t You Dare Call It Love»     | —   | —  | —  | —  | —  |
| 1987                               | «Be Soft with Me Tonight»         | —   | —  | —  | —  | —  |
| 1993                               | «I Will Survive» (Remix)          | —   | —  | —  | —  | 5  |
| 1997                               | «Mighty High»                     | —   | —  | 12 | —  | —  |
| 1998                               | «Never Can Say Goodbye 1998»      | —   | —  | —  | —  | —  |
| 2000                               | «Last Night»                      | —   | —  | —  | —  | 67 |
| 2001                               | «Just Keep Thinking About You»    | —   | —  | 1  | —  | —  |
| 2002                               | «I Never Knew»                    | —   | —  | 1  | 30 | —  |
| 2006                               | «The Power of a Woman in Love»    | —   | —  | —  | —  | —  |
| 2008                               | «Hacer Por Hacer»                 | —   | —  | —  | —  | —  |
| «—» означає, що не потрапив у чарт |                                   |     |    |    |    |    |